# Dee Events Center
El Dee Events Center es un pabellón multiusos situado en Ogden, Utah, en el campus de la Universidad Estatal Weber. Fue inaugurado en 1977, y tiene en la actualidad una capacidad para 11 500 espectadores. Su denominación de debe a la familia de Lawrence T. Dee, por su aportación económica para la construcción del edificio.

## Historia
El pabellón es el más grande an norte de Salt Lake City dentro del estado de Utah. La construcción fue el resultado de la colaboración entre el centro educativo, alumnos y miembros de la comunidad, que lograron reunir los 11,3 millones de dólares que costó, con más de 5 millones de aportaciones privadas, destacando los más de dos millones de las familias de Lawrence T. Dee y Donnell B. Stewart.

## Eventos
Ha sido la sede del torneo de la Big Sky Conference en nueve ocasiones, entre 1979 y 2010. Ha albergado también primeras y segundas rondas del Torneo de la NCAA en 1980, 1986 y 1994.
No es un pabellón en el que sean frecuentes las actuaciones musicales, aun así por su escenario han pasado Olivia Newton-John, Van Halen, Dio, Jerry Lee Lewis o The Beach Boys entre otros.